# Saïd Bouzambou
Saïd Bouzambou (Flessinga, 9 febbraio 1990) è un giocatore di calcio a 5 olandese.

## Carriera
Di origini marocchine, Bouzambou ha debuttato nella Nazionale maschile di calcio a 5 dei Paesi Bassi il 7 gennaio 2014, in occasione di un'amichevole vinta per 4-1 contro l'Ungheria. Con i tulipani ha disputato il campionato europeo 2022 e la Coppa del Mondo 2024. A livello di club Bouzambou ha militato nei campionati di Paesi Bassi e Belgio, alternando spesso calcio a 5 e calcio.

## Palmarès
- Campionato olandese: 1
Eindhoven: 2022-2023